# Хуан Карлос Вердеаль
Хуан Карлос Вердеаль (ісп. Juan Carlos Verdeal, 29 травня 1918, Пуерто-Мадрин — жовтень 1999, Ріо-де-Жанейро) — аргентинський футболіст, що грав на позиції флангового півзахисника за низку південноамериканських і європейських команд.
По завершенні ігрової кар'єри — тренер.

## Ігрова кар'єра
Народився 29 травня 1918 року в місті Пуерто-Мадрин. Вихованець футбольної школи клубу «Уракан» (Комодоро-Рівадавія).
У дорослому футболі дебютував 1938 року виступами за команду «Естудьянтес», в якій провів три сезони. 
Згодом з 1941 по 1945 рік грав у Бразилії за «Флуміненсе», «Канто до Ріо» та «Жувентус Сан-Паулу». У складі комнади першого у 1941 році ставав переможцем Ліги Каріока. 
Погравши у 1945–1946 роках за венесуельський «Дос Камінос», перебрався до Європи, приєднавшись 1946 року до італійського «Дженоа». Відіграв за генуезький клуб лише чотири сезони, взявши участь у менш ніж 100 мачтах першості, проте встиг справити позитивне враження на вболівальників і експертів. Значно пізніше, у 2013 році, був включений до символічного найкращого складу «Дженоа» за його 120-річну на той час історію.
Завершував ігрову кар'єру у Франції, де протягом 1950—1951 років захищав кольори «Лілля», а в 1951—1953 роках — «Валансьєнна».

## Кар'єра тренера
Розпочав тренерську кар'єру, повернувшись до футболу після невеликої перерви, 1962 року, очоливши тренерський штаб клубу «Расінг» (Авельянеда).
Пізніше, 1966 року, тренував «Альмагро».
Помер у жовтні 1999 року на 82-му році життя в бразильському Ріо-де-Жанейро.

## Титули і досягнення
- Переможець Ліги Каріока (1):

«Флуміненсе»: 1941